# Frank Elliott
Frank Elliott (ur. 6 września 1890 roku w Mirabile, zm. 13 marca 1959 roku w Lathrop) – amerykański kierowca wyścigowy.

## Kariera
W swojej karierze Elliott startował głównie w Stanach Zjednoczonych w mistrzostwach AAA Championship Car oraz towarzyszącym mistrzostwom słynnym wyścigu Indianapolis 500, będącym w latach 1923-1930 jednym z wyścigów Grandes Épreuves. W trzecim sezonie startów, w 1917 roku odniósł jedno zwycięstwo. Z dorobkiem 230 punktów został sklasyfikowany na jedenastej pozycji w klasyfikacji generalnej. Cztery lata później dwukrotnie stawał na podium. Uzbierane 254 punktów dało mu dziesiąte miejsce w klasyfikacji mistrzostw. W sezonie 1922 zakończył wyścig na torze Indianapolis Motor Speedway na szesnastym miejscu, plasując się ostatecznie na czwartej pozycji w klasyfikacji generalnej, dzięki zwycięstwo w trzech wyścigach. W 1923 roku Amerykanin dojechał do mety Indy 500 na szóstej pozycji. Z dorobkiem 301 punktów zakończył sezon mistrzostw na dziewiątym miejscu. Do czołówki Amerykanin powrócił w 1925 roku, kiedy w Indy 500 był dwunasty i w mistrzostwach uzbierał łącznie 870 punktów. Dało mu to szóste miejsce w końcowej klasyfikacji kierowców. W kolejnym sezonie był szósty w Indianapolis 500 oraz piąty w mistrzostwach AAA Championship Car.